# Contingut lliure

Logo d'Obres culturals lliures

Un contingut lliure o una informació lliure és qualsevol tipus de treball funcional, obra d'art, o bé contingut creatiu que compleix amb la definició d'una obra cultural lliure. Una obra cultural lliure és aquella que no té restricció legal significativa perquè qualsevol persona pugui:
- utilitzar-ne els continguts i beneficiar-se del seu ús,
- estudiar-ne el contingut i aplicar-ne el que s'aprèn,
- fer-ne còpies i distribuir-ne el contingut,
- canviar-ne i millorar-ne el contingut així com fer-ne la distribució d'aquests treballs derivats.[2][3]

Encara que s'utilitzen diferents definicions, un contingut lliure és legalment similar, si no idèntic, a un contingut obert. Una analogia és l'ús dels termes alternatius de programari lliure i de codi obert que descriuen unes diferències més ideològiques que no pas legals.
El contingut lliure abasta totes les obres de domini públic, i també aquelles obres amb llicències de dret d'autor quan ja estiguin alliberades del dret d'autor pel pas del temps.
Malgrat que una obra que es pot considerar de domini públic perquè els seus drets d'autor han expirat i es consideri lliure, pot convertir-se en no-lliure de nou si la llei de drets d'autor canvia.